# Vera Negri Zamagni
Vera Negri Zamagni (* 23. September 1943) ist eine italienische Wirtschaftshistorikerin, deren Schwerpunkt auf der italienischen Wirtschaftsgeschichte seit der Einigung Italiens liegt. Bis vor wenigen Jahren publizierte sie als Vera Zamagni.
Vera Negri schloss 1966 ihr Studium an der Katholischen Universität Mailand ab. In ihrer Arbeit befasste sie sich mit der katholischen Publizistik der Jahre 1890 bis 1904 im Wirtschafts- und Sozialbereich. 1968 heiratete sie Stefano Zamagni. 1969 bis 1973 studierte sie als Postgraduierte an der Universität Oxford, wo sie promoviert wurde. In ihrer Abschlussarbeit zur Wirtschaftsgeschichte, die sie 1976 vorlegte, untersuchte sie die regionalen Unterschiede in Italien im Jahr 1911.
Danach lehrte sie an den Universitäten von Triest (1975–1979), Florenz (1979–1987), Bologna (1987–1990), Cassino (1990–1993), schließlich an der Wirtschaftswissenschaftlichen Fakultät von Bologna seit 1993. Dort lehrte sie über allgemeine Wirtschaftsgeschichte, dann Geschichte der Industrie, der Finanzen, schließlich der Institutionengeschichte sowie der Wirtschaftsgeschichte des Tourismus'. Seit 1973/74 ist sie Gastprofessorin für Wirtschaftsgeschichte Europas am Bologna Center der Johns Hopkins University.
Sie ist Gründerin und bis 2001 Mitherausgeberin der European Review of Economic History, die bei der Cambridge University Press seit 1997 erscheint. Daneben publiziert sie in Zeitschriften, wie Il Sole 24 Ore.
Von 1989 bis 1993 war sie Vorsitzende (segretaria) der Società Italiana degli Storici dell'Economia, dann Mitglied im Comitato 10 del Consiglio Nazionale delle Ricerche (1994–1999) sowie Leiterin der Bologneser Filiale der Banca d’Italia (1996–2000). Sie sitzt im Wissenschaftlichen Beirat der Associazione ASSI, die sich mit Unternehmensgeschichte befasst, sowie in der Arbeitsgruppe Geschichte des Verlagshauses Il Mulino in Bologna. Auch ist sie korrespondierendes Mitglied der Deputazione di Storia patria per le Province di Romagna. 2001 erhielt sie eine Ehrenprofessur der schwedischen Universität Umeå. Seit 1998 ist sie segretaria scientifica des Bologneser Kulturinstituts Veritatis Splendor.

## Veröffentlichungen (Auswahl)
- Industrializzazione e squilibri regionali in Italia. Bilancio dell'età giolittiana, Il Mulino, Bologna 1978.
- La distribuzione commerciale in Italia fra le due guerre, Franco Angeli, Mailand 1981.
- Dalla periferia al centro. La seconda rinascità economica dell'Italia, 1861‑1981, Il Mulino, Bologna 1990, 2. Aufl. 1993 (engl.: The Economic History of Italy 1860‑1990, Clarendon Press, Oxford 1993).
- Italy: how to lose the war and win the peace, in Mark Harrison (Hrsg.): The Economics of World War II. Six great powers in international comparison, Cambridge University Press, 1998, S. 177–223.
- Il debito pubblico italiano 1861-1946: ricostruzione di una serie storica, in: Rivista di Storia Economica 3 (1998) 207–242.
- Dalla rivoluzione industriale all’integrazione europea, Il Mulino, Bologna 1999 (span. 2001).
- (Hrsg.): Povertà e innovazioni istituzionali in Italia dal Medioevo ad oggi, Il Mulino, Bologna 2000.
- Salari e profitti nell'industria italiana tra decollo industriale e anni '30, in: Sergio Zaninelli, Mario Taccolini (Hrsg.): Il lavoro come fattore produttivo e come risorsa nella storia economica italiana. Atti del Convegno di studi, Roma, 24 novembre 2000, Vita e Pensiero, Mailand 2002, S. 234–254.
- mit Patrizia Battilani, Antonio Casali: La cooperazione di consumo in Italia. Centocinquant’anni della Coop consumatori: dal primo spaccio a leader della moderna distribuzione, Il Mulino, Bologna 2004, S. 423–522.
- Italcementi. Dalla leadership nazionale all’internazionalizzazione, Arti grafiche, Bergamo 2005.
- mit Louis Galambos, Takashi Hikino (Hrsg.): The Global Chemical Industry in the Age of the Petrochemical Revolution, Cambridge University Press, 2006.
- Introduzione alla Storia economica d’Italia, Il Mulino, Bologna 2007.
- mit Stefano Zamagni: La cooperazione, Il Mulino, Bologna 2008.
- nut Stefano Zamagni: Famiglia e lavoro, San Paolo, Mailand 2012.
- nut Germana Albertani, Carlo De Maria, Tito Menzani: Una Storia Globale - Storia, Economia e Società, Mondadori Education, Bologna 2015.
- An Economic History of Europe Since 1700, Agenda Publishing, 2016.